# Isla Knorr
Isla Knorr är en ö i Chile.   Den ligger i regionen Región de Magallanes y de la Antártica Chilena, i den södra delen av landet, 1 700 km söder om huvudstaden Santiago de Chile. Arean är 120 kvadratkilometer.
Terrängen på Isla Knorr är kuperad. Öns högsta punkt är 1 000 meter över havet. Den sträcker sig 16,0 kilometer i nord-sydlig riktning, och 16,4 kilometer i öst-västlig riktning.
I omgivningarna runt Isla Knorr växer i huvudsak blandskog. Trakten runt Isla Knorr är nära nog obefolkad, med mindre än två invånare per kvadratkilometer.